# Vasco Faé
Vasco Faé é um multi-instrumentista brasileiro, compositor, arranjador e produtor musical, nascido no ABC paulista. Intergrou, inicialmente a "Irmandade do Blues" com mais de 30 anos de atividade até os dias de hoje. Paralelamente desenvolveu um projeto solo, onde canta, toca guitarra, gaita, bumbo e caixa, e ainda controlando vários pedais e aparelhos eletrônicos similares. Por esse trabalho, por suas habilidades de "one man band", ficou conhecido pelo epíteto de "Manoblues". Por dois anos integrou o Blues Etílicos atuando como cantor e compositor, o que culminou na gravação do CD "Cor do Universo".  Em Abril de 2023 participou do documentário "O Blues no Brasil", um apanhado de entrevistas com os mais importantes artistas do gênero no país.   Vasco Faé, o Manoblues, com mais de 2.000 apresentações, é considerado um dos grandes artistas do gênero. . Eclético, já dividiu o palco com Andreas Kisser,Simone, Bocato, André Christovam, Samuel Rosa, Tony Belloto e Charles Gavin. 

## Festivais
| Ano  | Festival                 | Nota. |
| ---- | ------------------------ | ----- |
| 2015 | Mangaratiba Jazz & Blues |       |
| 2019 | Bourbon Festival Paraty  |       |

## Discografia
| Ano  | Abum            | Nota.                        |
| ---- | --------------- | ---------------------------- |
| 2003 | Cor do Universo | Blues Etílicos               |
| 1996 | Veneno          | Irmandade do Blues           |
| 2007 | Good Feelings   | Irmandade do Blues           |
| 2007 | Hubris I        | Andreas Kisser Hubris I & II |